# El Comunista (Chile)
El Comunista fue un periódico de carácter diario publicado en la ciudad de Antofagasta, Chile. La publicación fue fundada por Luis Emilio Recabarren. Fue publicado entre octubre o noviembre de 1916 y el 31 de diciembre de 1926. El periódico fue conocido como El Socialista hasta el 28 de febrero de 1922. El cambio de nombre se produjo al transformarse el Partido Obrero Socialista en el Partido Comunista de Chile. José Vega Díaz laboró como tipógrafo, editor y director de El Socialista. En 1926 Pedro Caballero era director de El Comunista.
Por un tiempo, El Comunista fue el periódico más grande de Antofagasta, con una circulación superior a la de todos los demás periódicos combinados. La publicación apoyó a la Federación Obrera de Chile.
"Se publica por imprenta propia, sale martes, jueves y sábado", anunciaba su número 4, definiéndose como "órgano de la Agrupación Socialista del Departamento y al servicio de los Trabajadores".
Entre 1931 y 1934 vivió tres nuevas y breves épocas: la primera, entre el 1 de octubre de 1931 y el 29 de diciembre del mismo año, tras publicar 24 números; la segunda, entre el 31 de marzo de 1932 y el 15 de junio de aquel año tras circular 26 nuevas publicaciones; y la última entre el 13 de marzo de 1933 y el 8 de abril de 1934, tras publicarse 20 nuevos números.